# Andris Bērziņš (ministerpræsident)
 Ikke at forveksle med Andris Bērziņš (præsident).
Andris Bērziņš  (født 4. august 1951 i Riga) er en lettisk politiker som var Letlands ministerpræsident fra 2000 til 2002. Han er medlem af det politiske parti Letlands Vej.
Bērziņš var velfærdsminister og videministerpræsident 1994-1995 og borgmester i Riga 1997-2000.